# T.D.F.
T.D.F. (ausgeschrieben Totally Dysfunctional Family) war ein britisches Popmusik-Duo bestehend aus Eric Clapton und Simon Climie. 1997 wurde ihr Album Retail Therapy (engl. Einkaufen als Therapie bzw. Frustshoppen) veröffentlicht.

## Entstehungsgeschichte
Als Clapton Lieder für ein neues Album schrieb, beschäftigte ihn der Bau seines Rehabilitationszentrums, eine unglückliche Beziehung mit einer Frau namens Francesca und sein Auftritt auf Luciano Pavarottis Pavarotti & Friends for War Child. Unter diesen Umständen konnte er, so Clapton in seiner Biografie, die Songs nicht vollenden. Um damit fertigzuwerden, wandte sich Clapton an Simon Climie, den er aus den Olympic Studios kannte. In seiner Biografie bezeichnete ihn Clapton als „guten Songschreiber“ und als „genau den Richtigen“, um ein neues Album zu produzieren. Clapton besuchte Climie zu Hause und begann mit seiner Arbeit. „Das meiste machten wir mit Pro Tools am Computer, ich jammte auf der Gitarre oder schrieb Melodien dazu“, berichtete Clapton. Um die Werke zu präsentieren, überredete Clapton Giorgio Armani, ihn die Musik für seine Modenschau zu verwenden. Diese Lieder wurden auf dem Album Retail Therapy im März 1997 veröffentlicht. Clapton versuchte anonym zu arbeiten, um herauszufinden, ob die Musik allein glaubwürdig wäre. Das Album blieb jedoch völlig unbeachtet. Auch als Fans herausbekamen, dass Clapton als Mitwirkender auf dem Album vertreten sei, fand das Werk keinen Anklang. Später bezeichnete Clapton das Album als „Aufwärmübung für Pilgrim.“

## Retail Therapy

### Rezeption
Kritiker Stephen Thomas Erlewine der Musikwebsite Allmusic vergab 1,5 der fünf möglichen Bewertungseinheiten und bezeichnete das Album als „irreführend und nur manchmal fesselnd […]“. Weiter bezeichnete er die Atmosphäre des Werks als „[…] seltsam und abgedroschen“. Es hätte zudem den Anschein, dass die beiden Musiker gejammt haben und aufgenommen hätten, was ihnen gerade in den Kopf kam. Er fand, es bleibe ein „fader und farbloser Weg in die Sackgasse der elektronischen Musik von zwei Musikern, die nichts davon verstehen.“
Das Album belegte 1997 Platz sieben der amerikanischen Top-Contemporary-Jazz-Album-Charts von Billboard.